# مها عامر
هايدي مرسي (مواليد 27 مارس 1999) هي لاعبة غطس مصرية، مثّلت مصر في أولمبياد ريو دي جانيرو 2016 وحلت في المركز الثامن والعشرين في الدور التمهيدي من منافسات الغطس 3م منطّ.

## روابط خارجية
- مها عامر على موقع الاتحاد الدولي للسباحة (الإنجليزية)
- مها عامر على موقع قاعدة بيانات الغوص IAT (الألمانية)
- مها عامر على موقع اللجنة الأولمبية الدولية (الإنجليزية)
- مها عامر على موقع أوليمبيديا (الإنجليزية)